# Johann Rohr (Politiker)
Johann Rohr (* 9. September 1830 in Hunzenschwil; † 27. Dezember 1909 in Muralto, reformiert, heimatberechtigt in Hunzenschwil) war ein Schweizer Politiker (Liberale Partei).

## Leben
Johann Rohr kam am 9. September 1830 in Hunzenschwil als Sohn des Wirts zum Rössli Hartmann Rohr und der Elisabeth geborene Weber zur Welt. Nachdem Johann Rohr von 1847 bis 1851 die Kantonsschule Aarau besucht hatte, absolvierte er von 1851 bis 1854 ein Studium der Rechte in München und Heidelberg. 1855 erwarb er das aargauische Fürsprecherpatent, dazu noch 1884 das Notariatspatent.
In der Folge war Johann Rohr von 1855 bis 1860 als Obergerichtssubstitut, daran anschliessend bis 1864 als Gerichtspräsident in Zofingen sowie zuletzt bis 1905 als aargauischer Oberrichter tätig.
Zudem hatte Rohr 1894 ein Verwaltungsratsmandat bei der Hypothekar- und Leihkasse Lenzburg inne und gehörte ab 1892 dem Vorstand der Aargauer Bank an. Überdies diente Rohr in der Schweizer Armee in der Position eines Oberstleutnants der Artillerie.
Johann Rohr heiratete im Jahr 1857 Elisabeth Carolina geborene Baumann. Er verstarb am 27. Dezember 1909 im Alter von 79 Jahren in Muralto.

## Politisches Amt
Johann Rohr, Mitglied der Aargauer Liberalen, vertrat seine Partei zwischen 1876 und 1890 im Nationalrat. Dort war er Mitglied der eidgenössischen Expropriationskommission.